# Кевин Харт
Кевин Дарнъл Харт (на английски: Kevin Darnell Hart) е американски актьор и комик.

## Биография
Харт е роден на 6 юли 1979 г. във Филаделфия.
Започва кариерата си като печели множество аматьорски скеч състезания в различни клубове в цяла Нова Англия. През 2001 г. е поканен от Джъд Апатоу да участва в сериала „Undeclared“. След него се появява в други филми като „Хартиени войници“, „Страшен филм 3“, „Купон на борда“, „Диджеят“ и „Запознай се с малките“.

## Филмография
- „Хартиени войници“ (2002) – Шон
- „Страшен филм 3“ (2003) – Си Джей
- „Завръщането на Поли“ (2004) – Вик
- „Купон на борда“ (2004) – Нашоун Уейд
- „40-годишния девственик“ (2005) – Клиент на Смарт Тек
- „Диджеят“ (2005) – Бъста
- „Страшен филм 4“ (2006) – Си Джей
- „Епичен филм“ (2007) – Силас
- „Златна възможност“ (2008) – Биг Бъни Дийнз
- „Супергеройски филм“ (2008) – Трей
- „Необикновен филм“ (2008) – Бари
- „Срещи с Дейв“ (2008) – Номер 17
- „Дрилбит Тейлър“ (2008) – Работник в заложна къща
- „Неразрушимо“ (2009) – Трий
- „Смърт на погребение“ (2010) – Брайън
- „Запознай се с малките“ (2010) – Сестра Луис
- „35 and Tickling“ (2011) – Клийвън
- „Kevin Hart: Laugh at My Pain“ (2011) – Себе си
- „Let Go“ (2011) – Крис Стайлс
- „Безкрайният годеж“ (2012) – Дъг
- „Мисли като мъж“ (2012) – Седрик
- „Това е краят“ (2013) – Себе си
- „Кевин Харт: Нека обясня“ (2015) – Себе си
- „Бойни старчета“ (2013) – Данте Слейт младши
- „Ченге за един ден“ (2014) – Бен Барбър
- „Като стана дума за снощи“ (2014) – Бърни
- „Мисли като мъж 2“ (2014) – Седрик
- „Top Five“ (2014) – Чарлс
- „Кум под наем ООД“ (2015) – Джими Калахан/Бик Мичъм
- „Пандиз експерт“ (2015) – Дарнъл Люис
- „Ченге за един ден 2: Мисия Маями“ (2016) – Бен Барбър
- „Агент и 1/2“ (2016) – Калвин Джойнър
- „Кевин Харт: И сега какво?“ (2016) – Себе си
- „Недосегаемите“ (2017) – Дел Скот
- „Джуманджи: Добре дошли в джунглата“ (2017) – Франклин „Маус“ Финбар
- „Вечерно училище“ (2018) – Теди Уокър
- „Бързи и яростни: Хобс и Шоу“ (2019) – Динкли
- „Джуманджи: Следващото ниво“ (2019) – Франклин „Маус“ Финбар
- „Бащинство“ (2021) – Мат Логелин
- „The One and Only Dick Gregory“ (2021) – Себе си
- „Мъжът от Торонто“ (2022) – Теди

## Озвучени роли
- „Сами вкъщи“ (2016) – Снежко
- „Капитан Гащи: Първото епично приключение“ (2017) – Джордж Биърд
- „Сами вкъщи 2“ (2019) – Снежко
- „DC Лигата на супер-любимците“ (2022) – Ейс